# Тудор-Владіміреску (комуна, Галац)
Тудор-Владіміреску (рум. Tudor Vladimirescu) — комуна у повіті Галац в Румунії. До складу комуни входить єдине село Тудор-Владіміреску.
Комуна розташована на відстані 174 км на північний схід від Бухареста, 33 км на північний захід від Галаца.

## Населення
За даними перепису населення 2002 року у комуні проживали 5563 особи. Усі жителі комуни рідною мовою назвали румунську.
Національний склад населення комуни:
| Національність | Кількість осіб | Відсоток |
| -------------- | -------------- | -------- |
| румуни         | 5560           | 99,9%    |
| цигани         | 3              | 0,1%     |

Склад населення комуни за віросповіданням:
| Релігія        | Кількість осіб | Відсоток |
| -------------- | -------------- | -------- |
| православні    | 5532           | 99,4%    |
| п'ятдесятники  | 23             | 0,4%     |
| бретрени       | 6              | 0,1%     |
| греко-католики | 2              | < 0,1%   |

## Зовнішні посилання
- Дані про комуну Тудор-Владіміреску на сайті Ghidul Primăriilor [Архівовано 8 жовтня 2012 у Wayback Machine.]